# HD 85905
HD 85905，又名BD-21 2935，SAO 178164、HR 3921，是一颗恒星，视星等为6.24，位于銀經257.84，銀緯24.51，其B1900.0坐标为赤經9h 49m 53.5s，赤緯-22° 24.51′ 54″。